# Telmatoscopus pannosus
Telmatoscopus pannosus és una espècie d'insecte dípter pertanyent a la família dels psicòdids que es troba a Àfrica: Zàmbia.